# Dziedzickia diana
Dziedzickia diana är en tvåvingeart som beskrevs av Lane 1959. Dziedzickia diana ingår i släktet Dziedzickia och familjen svampmyggor. Inga underarter finns listade i Catalogue of Life.